# Эталона
Эталона — река на полуострове Камчатка в России.
Длина реки — 39 км. Протекает по территории Тигильского района Камчатского края. Берёт исток с восточных склонов невысоких гор Плоские, протекает в меридиональном направлении по заболоченной низменности, впадает в залив Шелихова Охотского моря.
Притоки (от устья): Кангора, Трубный, Полётный, Стланиковый.
Название в переводе с коряк. Этголагон — «место, где нашли гусей».

## Данные водного реестра
По данным государственного водного реестра России относится к Анадыро-Колымскому бассейновому округу.
Код водного объекта в государственном водном реестре — 19080000112120000035962.